# Fontein op de Belvedere di Capodimonte

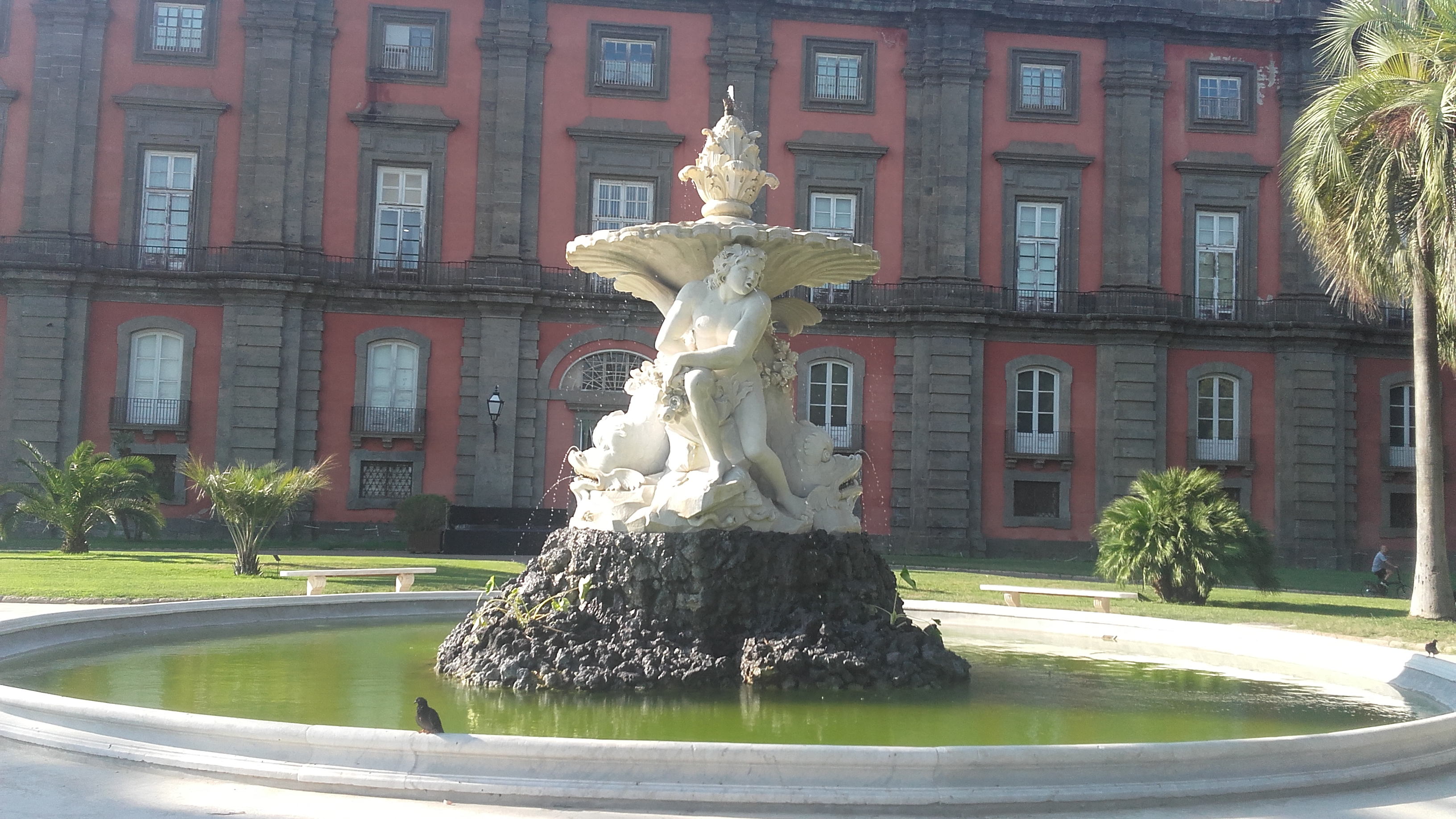
Fontein aan het Museo di Capodimonte, Napels

De fontein (1885) op de Belvedere di Capodimonte is gelegen in Napels, Italië. De fontein staat in het park Capodimonte naast het Museo di Capodimonte, dat een voormalige residentie is van de koningen der Beide Siciliën en de koningen van Italië.
De fontein meet 5 meter hoog en de beeldengroep is gemaakt van wit carraramarmer. De beeldengroep stelt vier figuren voor: een man, een vrouw en twee dolfijnen. Tussen hen door liggen er groenten en fruit. Het geheel is een allegorie op de rivier en de vruchten op het land. Het bassin heeft een diameter van 20 meter.

## Geschiedenis
De beeldengroep uit marmer kon slechts vaag gedateerd worden als einde 18e eeuw of begin 19e eeuw. De architect blijft onbekend, ondanks opzoekingen. Het stond aanvankelijk elders, namelijk in de boomgaard van de Giardino Torre aan de andere zijde van het koninklijk park Capodimonte. Het bruine voetstuk stond aanvankelijk ook elders: naast de Giardino Torre.
In 1882 besliste koning Umberto I de Belvedere aan te leggen, ter verfraaiing van het bestaande park Capodimonte. De Belvedere is dat deel van het park dat uitkijkt op de baai van Napels. In het oorspronkelijke plan was de bouw van een nieuwe fontein voorzien. De kostenraming voor Belvedere viel evenwel te hoog uit juist omwille van de dure fontein. Vanuit Napels kwam de vraag om twee stukken fonteinen van elders in het park te hergebruiken, namelijk de marmeren beeldengroep en het voetstuk. Na een inspectie van het koningspaar Umberto I en Margaretha kwam een gunstig antwoord uit Rome (1885). Vervolgens restaureerde Antonio Belliazzi de beelden en werd de fontein ingehuldigd op de nieuw aangelegde Belvedere.
In 2019 volgde een tweede restauratie. Dit gaf de oorspronkelijke witte kleur van het marmer terug.